# ألبرت يرفينن
ألبرت يرفينن (بالفنلندية: Albert Järvinen) هو موسيقي وعازف قيثارة فنلندي، ولد في 25 أكتوبر 1950 في Iitti ‏ في فنلندا، وتوفي في 24 مارس 1991 في لندن في المملكة المتحدة.

## وصلات خارجية
- ألبرت يرفينن على موقع IMDb (الإنجليزية)
- ألبرت يرفينن على موقع ميوزك برينز (الإنجليزية)
- ألبرت يرفينن على موقع أول ميوزيك (الإنجليزية)
- ألبرت يرفينن على موقع ديسكوغز (الإنجليزية)